# Catoca-Mine

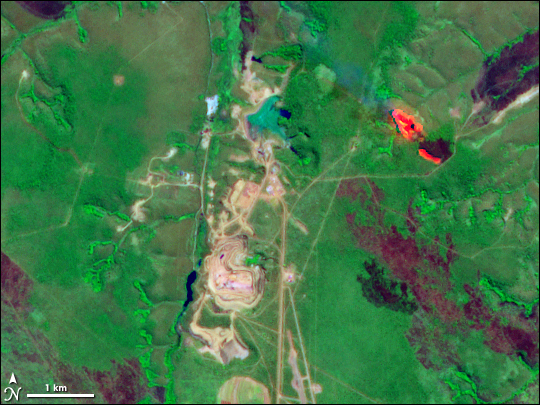
Falschfarben-Satellitenbild der Mine und Umgebung, der hellrote Fleck ist ein Feuer, 21. Juni 2001

Die Catoca-Mine ist die viertgrößte Mine zum Abbau von Rohdiamanten der Welt und befindet sich im Nordosten Angolas, rund 30 Kilometer nordwestlich von Saurimo, Provinz Lunda Sul, an der Grenze zur Demokratischen Republik Kongo.
Die Mine gehört einem internationalen Konsortium aus Endiama, der staatlichen Bergbaugesellschaft Angolas, und der russischen Gesellschaft Alrosa, die jeweils 32,8 % der Anteile halten, sowie Novonor aus Brasilien mit einem Anteil von 16,4 % und Lev Levievs Daumonty Financing Company, der 18 % gehören. Im Januar 2018 stimmte der angolanische Präsident João Lourenço einem neuen Vertrag zu, der den Anteil von Alrosa und Endiama auf jeweils 41 % erhöht, nachdem Odebrecht Mining Services ihren Anteil für 140 Mio. US-Dollar verkauft haben,  die restlichen 18 % gehören der LL International Holding B.V. An der LL International Holding B.V. sind die China Sonangol International Holding Ltd. mit 18,0 % und Odebrecht Mining Services Inc. mit 16,4 % beteiligt (Stand Ende 2018).
Das Bergwerk setzt auf einem Kimberlit-Schlot auf und wird als Tagebau betrieben. Zum Bergwerksbetrieb gehört neben einer Bergarbeiter-Wohnsiedlung auch eine rund drei Kilometer lange asphaltierte Landepiste, die auch für größere Flugzeuge geeignet ist.
Die Umgebung des Bergwerks wurde erstmals Ende der 1980er Jahre durch die russische Gesellschaft erkundet, die Besetzung der Gegend durch die UNITA machte den Beginn der Ausbeutung bis 1996 jedoch unmöglich.
Für die Gewinnung von einem Karat Rohdiamanten muss in Catoca eine metrische Tonne Abraum bewegt werden. Die Mine produziert jährlich rund 6,8 Millionen Karat (etwa 1,36 t). Die geschätzten Reserven der Mine belaufen sich auf etwa 60 Millionen Karat (rund 12 t). Der Wert der hier abgebauten Rohdiamanten beträgt 75 bis 100 US-Dollar pro Karat. Zwischen 1997 und 2003 wurden hier Rohdiamanten im Wert von 910 Millionen US-Dollar gefördert.
Im Jahr 2009 erwirtschafteten Diamanten aus der Catoca-Mine insgesamt einen Umsatz von 122,6 Millionen US-Dollar, sowie einen Nettogewinn von 70 Millionen US-Dollar. Die Verkäufe erreichten 7.050.521 Karat zum Durchschnittskurs von 62,23 US-Dollar, das entspricht 78 % der Diamantförderung im ganzen Land.
Ab Ende Juli 2021 verschmutzten Abfälle aus der Mine die Nebenflüsse des Kongo, Kasai und Tshikapa in der benachbarten Demokratischen Republik Kongo derart stark, dass bis Anfang September 2021 mindestens 4000 Menschen, die Wasser aus dem Fluss getrunken oder verseuchten Fisch gegessen hatten, erkrankten. Viele litten an Durchfall. Zwölf Menschen starben.  Außerdem sind tonnenweise tote Fische und andere Wassertierkadaver die Folge. Wissenschaftler nannten die Verschmutzung für den Kongo beispiellos. Laut der Universität Kinshasa betrifft die Verschmutzung bis zu zwei Millionen Menschen, die an den Flussufern leben.